# Dichaetomyia terraereginae
Dichaetomyia terraereginae är en tvåvingeart som beskrevs av Malloch 1925. Dichaetomyia terraereginae ingår i släktet Dichaetomyia och familjen husflugor. Inga underarter finns listade i Catalogue of Life.